# Johann Wolfgang Schwarz
Johann Wolfgang Schwarz (* 1747 in Aibling, Oberbayern; † 1835 in  Oberaudorf, Oberbayern) war ein deutsch-österreichischer Spielleiter, Dramatiker und Mautaufseher.

## Leben und Bedeutung
Der Mautaufseher und Zollamtsdiener war die prägende Persönlichkeit der Spielgemeinschaft des Dorftheaters Kiefersfelden (heute Ritterschauspiele Kiefersfelden) in der Übergangsperiode zwischen der Einstudierung von Aufführungen geistlicher Spiele nach dem Vorbild von Dramen der Jesuiten und den seit 1833 bevorzugt zur Aufführung gelangenden Form des Ritterschauspiels.
1801 wurde in Kiefersfelden die „Theaterschupfe“ mit der barocken Drehkulissenbühne eröffnet; auf ihr gelangten die Mysterien- und Heiligenspiele von Johann Wolfgang Schwarz zur Aufführung. Seine künstlerischen Entscheidungen wurden beeinflusst durch eine politisch bewegte Zeit: Die Gemeinde Kiefersfelden war ein umkämpftes Gebiet zwischen dem Kurfürstentum/Königreich Bayern und dem nach den Freiheitskämpfen zu Österreich gehörenden Land Tirol.
Infolge der 1780 und 1784 verhängten Verbote von Passionsspielen und Sakralspielen kämpfte Johann Wolfgang Schwarz um Erhalt und Fortführung der Kiefersfeldener Spielgemeinschaft. Er erwirkte von den zuständigen Behörden die letztmalige Aufführung einer Passion im Jahr 1813 und wirkte in der Übergangsperiode bis zur Etablierung des jungen Genres Ritterschauspiel als Spätform des Volksschauspiels auf die Spielgemeinschaft ein.

## Werke
Eigene „Heilige Spiele“ und Bearbeitungen
- Das Spiel vom heiligen Märtyrer Sebastian
- Die Comedie des Heiligen Alexius
- Bartholomäus, indianischer Apostel
- Die verkaufte Unschuld oder Anderl von Rinn
- Richard und Lepidus
- Alferus, der verstockte Sünder
- Alphonsus oder Die Rosenkranz-Comedie
- Osterspiel (nach dem Meistersinger Sebastian Wild)
- Die heilige Kreuz Erhöhung